# П. В. Гангадхаран
Параяруканди Веттат Гангадхаран (малаял. പറയരുകണ്ടി വെട്ടത്ത് ഗംഗാധരൻ; 1943, Кожикоде, Британская Индия — 13 октября 2023, Кожикоде, Керала) — индийский кинопродюсер, занимавшийся производством фильмов на малаялам.

## Биография
Родился в 1943 году в Каликуте в семье Мадхави и П. В. Сами, основателя группы компаний KTC. У него есть брат П. В. Чандран, главный редактор газеты Mathrubhumi и сестра Кумари Камалам.
В 1977 году Гангадхаран основал продюсерскую компанию Grihalakshmi Films, под баннером которой выпустил фильм Sujatha. Впоследствии под своим баннером он произвёл 22 художественных фильма на малаялам, в том числе Manasa Vacha Karmana (1979), Ahimsa (1981), Chiriyo Chiri (1982), Kattathe Kilikkoodu (1983), Vartha (1986), Adhwaytham (1992) и Ekalavyan (1993). Выпущенный им Angadi (1980) с участием Джаяна побил кассовые рекорды и спустя годы считается классическим боевиком кино на малаялам.
Его Kaanaakkinaavu получил премию Наргис Датт за лучший фильм на тему национального единства в 1997 году. А в 2000 году «Благоразумие» был удостоен Национальной кинопремии за лучший фильм. Oru Vadakkan Veeragatha (1989), Kaanaakkinaavu (1996), Veendum Chila Veettukaryangal (1999), Achuvinte Amma (2005) и Notebook (2006) стали лауреатами кинопремии штата Керала. Его последней работой стал Janaki Jaane (2023), выпущенный в сотрудничестве с S Cube Films, основанной дочерями Гангадхарана.
Помимо производства фильмов Гангадхаран был вице-президентом базирующейся в Париже Международной федерации ассоциаций кинопродюсеров, председателем Государственной корпорации развития кино штата Керала, президентом Кинопалаты Кералы и президентом Федерации кино Индии. Вместе со своим братом Чандраном он сыграл ключевую роль в развитии семейной компании KTC Group. Он также три срока занимал пост главы Малабарской торговой палаты, представляющей промышленников Северной Кералы. Гангадхаран был директором больницы PVS, директором комитета храма Шрикантешвары, директором Образовательного общества Шри Нараяна, директором школы медсестер PVS, президентом Образовательного общества Пантиранкаву, директором Колледжа искусств и наук PVS, директором средней школы PVS и директором учебного кружка Матрубхуми, а также членом учёного совета Каликутского университета.
В 2011 году он участвовал в выборах в Законодательное собрание штата Керала от избирательного округа Кожикоде-Норт, представляя Индийский национальный конгресс, но проиграл коммунисту А. Прадипкумару.
Гангадхаран скончался 13 октября 2023 года в частной больнице в Кожикоде. У него остались жена П. В. Шериен и дочери Шенуга Джайтилак, Шегна Виджил и Шерга Сандип.

## Награды
Национальная кинопремия
- 1997 — Премия Наргис Датт за лучший фильм на тему национального единства — Kaanaakkinaavu[6]
- 2001 — Лучший художественный фильм — «Благоразумие»[7]

Кинопремия штата Керала
- 1989 — Лучший фильм, имеющий популярность и эстетическую ценность — Oru Vadakkan Veeragatha
- 1997 — Второй лучший фильм года — Kaanaakkinaavu
- 1999 — Лучший фильм, имеющий популярность и эстетическую ценность — Veendum Chila Veettukaryangal
- 2005 — Лучший фильм, имеющий популярность и эстетическую ценность — Achuvinte Amma
- 2006 — Второй лучший фильм года — Notebook

Filmfare Awards South
- 1986 — Лучший фильм на малаялам — Vartha[8]
- 1989 — Лучший фильм на малаялам — Oru Vadakkan Veeragatha
- 1996 — Лучший фильм на малаялам — Thooval Kottaram[9]
- 1999 — Лучший фильм на малаялам — Veendum Chila Veettukaryangal[10]
- 2005 — Лучший фильм на малаялам — Achuvinte Amma
- 2006 — Лучший фильм на малаялам — Notebook